# Marcos Sánchez (basket-ball)
Pour les articles homonymes, voir Sánchez.
Marcos Sánchez, né en 1924 et décédé le 31 janvier 2005, est un ancien joueur chilien de basket-ball.

## Palmarès
- 3e du championnat du monde 1950